# Chris Weitz
Christopher John Weitz (1969, Nova Iorque), conhecido também como Chris Weitz, é um diretor de cinema e escritor. Ficou famoso mundialmente após dirigir o filme The Golden Compass, que é baseado no livro do inglês Philip Pullman.

## Vida
Chris Weitz nasceu em 30 de Novembro de 1969 na cidade de Nova Iorque. Filho da atriz Susan Kohner e do novelista John Weitz, Chris se formou em literatura inglesa no Trinity College, em Cambridge.
Posteriormente, Chris Weitz começou a escrever o roteiro de alguns filmes e logo se tornou diretor. É conhecido por seu trabalho com seu irmão Paul Weitz nos filmes de comédia American Pie e About a Boy (filme) (2002); sendo que o mais recente rendeu aos irmãos uma indicação ao Oscar de melhor roteiro adaptado.  Entre seus outros trabalhos, Weitz dirigiu a adaptação cinematográfica do romance The Golden Compass (2007) e também foi o co-autor da animação Antz (1998).
Atuou no filme Sr. e Sra. Smith (2005), como o Sr. Martin Coleman, vizinho do casal interpretado por Brad Pitt e Angelina Jolie.
Chris dirigiu Lua Nova, o segundo livro da série Crepúsculo, escrita pela americana Stephenie Meyer. Em 2015, foi o roteirista do filme "Cinderela" da Disney, estrelado por Lily James e Richard Madden.